# Associazione Calcio Monza 1933-1934
Questa voce raccoglie le informazioni riguardanti l'Associazione Calcio Monza nelle competizioni ufficiali della stagione 1933-1934.

## Organigramma societario
Area direttiva
- Commissario straordinario: Ernesto Crippa (da tutti chiamato "ul cripùn"[3])
- Vice Presidente: Dott. Massimo Brigatti
- Cassiere e Vice Pres.: Luigi Colombo (I)
- Consiglieri: Rag. Lino Camagni, Giovanni Meregalli, Carlo Pasquali, Carlo Gaviraghi, Alfredo Garlati e Luigi Crippa.

Area organizzativa
- Segretario: Luigi Colombo (I)

Commissione tecnica
- Componenti: Ernesto Crippa, Luigi Colombo (I) e Luigi Crippa.
- Medico sociale: Dottor De Simoni.

## Stagione
Il Monza perde la promozione in Serie B ala fine del girone C delle finali.
È il risultato nudo e crudo che si evince sulla carta leggendo le classifiche finali. Ma non rispecchia affatto l'andamento effettivo della stagione che i biancorossi avrebbero effettivamente meritato sul campo, risultato che il pubblico entusiasta ha atteso fino alla fine dell'ultima partita delle finali.
Ottenuto agevolmente l'accesso alle finali, grazie al contributo degli attaccanti Giovanni Arosio autore di 22 reti e Luigi Beretta, secondo miglior marcatore con 18 centri, Il Monza fu inserito nel girone C dei gironi finali per la promozione in Serie B. Le finali furono disputate con la formula del girone all'italiana contro Lucchese, Pescara e Siracusa.
Le finali sono comunque già scritte fin dall'inizio della stagione.
Il fascio monzese, principale contributore finanziario della stagione biancorossa e organismo politico che fin dall'inizio del campionato ha manovrato e gestito tutti i dirigenti presenti nel club, nominò all'inizio della stagione quale commissario straordinario il capomanipolo Ernesto Crippa. Questi fu il primo a credere alla promozione sul campo del Monza, ma dovette scontrarsi pesantemente con le direttive fasciste e uscirne malconcio dallo scontro verbale e pugilistico con il futuro Podestà di Monza Cesare Vigoni. A seguito delle divergenze con il superiore fascista Crippa fu rimosso d'ufficio e lo stesso Vigoni portò a termine la stagione sempre quale "Commissario Straordinario".

## Rosa
| N. |                   | Ruolo | Calciatore            |
| -- | ----------------- | ----- | --------------------- |
|    | Italia (bandiera) | D     | Felice Aldeghi        |
|    | Italia (bandiera) | A     | Felice Arienti (II)   |
|    | Italia (bandiera) | A     | Guglielmo Arienti (I) |
|    | Italia (bandiera) | A     | Giovanni Arosio       |
|    | Italia (bandiera) | D     | Alessandro Banfi      |
|    | Italia (bandiera) | A     | Luigi Barzanò         |
|    | Italia (bandiera) | A     | Luigi Beretta         |
|    | Italia (bandiera) | C     | Pietro Casanova       |
|    | Italia (bandiera) | C     | Guido Casiraghi       |
|    | Italia (bandiera) | A     | Clelio Cavenaghi      |
|    | Italia (bandiera) | C     | Enrico Colombo (II)   |
|    | Italia (bandiera) | A     | Renzo Crespi          |
|    | Italia (bandiera) | D     | Giovanni Dusi         |

| N. |                   | Ruolo | Calciatore         |
| -- | ----------------- | ----- | ------------------ |
|    | Italia (bandiera) | C     | Angelo Erba        |
|    | Italia (bandiera) | A     | A. Fossati         |
|    | Italia (bandiera) | P     | Francesco Frigerio |
|    | Italia (bandiera) | C     | Galbiati           |
|    | Italia (bandiera) | C     | Eliseo Nova        |
|    | Italia (bandiera) | P     | Angelo Piffarerio  |
|    | Italia (bandiera) | A     | Arnaldo Ponzini    |
|    | Italia (bandiera) | A     | Emilio Ravera      |
|    | Italia (bandiera) | C     | Mario Riva         |
|    | Italia (bandiera) | D     | Costantino Sala    |
|    | Italia (bandiera) | P     | Giulio Sironi      |
|    | Italia (bandiera) | A     | Guido Valli        |
|    | Italia (bandiera) | C     | Giacomo Villa      |

## Risultati

### Prima Divisione

#### Girone di andata
| Arbitro: | Rosso (Torino) |

|  |           |            |
|  | Marcatori | 65’ Arosio |

| Arbitro: | Brisca (Novara) |

|                                 |           |             |
| Arosio 22’, 49’ Crespi 75’, 90’ | Marcatori | 67’ Aliatis |

| Arbitro: | Beraldi (Oneglia) |

|                        |           |                                 |
| Colombo (II) 3’ (aut.) | Marcatori | 22’ Arosio 36’ Valli 89’ Crespi |

| Arbitro: | Cristiani (Genova) |

|                             |           |  |
| Beretta 30’, 75’ Arosio 50’ | Marcatori |  |

| Arbitro: | Taddei (Reggio Emilia) |

|              |           |            |
| Longardi 86’ | Marcatori | 87’ Riva I |

| Arbitro: | Dericci (Alessandria) |

|                                                                               |           |  |
| Beretta 2’, 7’, 43’, 60’, 62’ Arienti I 30’ Colombo (II) 44’ (rig.) Valli 68’ | Marcatori |  |

| Brescia 1º novembre 1933 7ª giornata | Brescia (B)    | 0 – 0 | Monza | Stadium di Viale Piave\| Arbitro: \| Neri (Vicenza) \| |
| Arbitro:                             | Neri (Vicenza) |       |       |                                                        |

| Arbitro: | Ghetti (Modena) |

|                                                                                       |           |  |
| Arosio 15’, 59’ Sala 19’, 84’ Colombo (II) 40’ Crespi 47’ Riva I 54’ Beretta 64’, 89’ | Marcatori |  |

| Arbitro: | Candela (Genova) |

|                   |           |  |
| Prandina 30’, 67’ | Marcatori |  |

| Arbitro: | Bernabei (Genova) |

|                                                    |           |                            |
| Arosio 18’, 31’, 63’, 80’ Beretta 25’ Villa II 55’ | Marcatori | 42’ Scolari 4’, 87’ Scalvi |

| Arbitro: | Marini (Verona) |

|            |           |                    |
| Gelosa 34’ | Marcatori | 42’ (aut.) Scolari |

| Arbitro: | Formaggio (Milano) |

|                                                                |           |  |
| F. Arienti II 7’ Colombo (II) 21’ (rig.) Arosio 60’ Riva I 67’ | Marcatori |  |

| Arbitro: | Dorigo (Vicenza) |

|              |           |                        |
| Sperlari 27’ | Marcatori | 13’ Arosio 67’ Beretta |

| Arbitro: | De Jurco (Trieste) |

|            |           |  |
| Riva I 77’ | Marcatori |  |

| 31 dicembre 1933 15ª giornata |  | – Riposo |  |  |

#### Girone di ritorno
| Arbitro: | Garbarino (Rapallo) |

|                                                           |           |  |
| Beretta 30’ Colombo (II) 52’ (rig.) Arosio 53’ Crespi 73’ | Marcatori |  |

| Arbitro: | U.Gama (Milano) |

|                                   |           |                  |
| Marin 16’ Torti 22’ Simonatti 39’ | Marcatori | 32’, 49’ Beretta |

| Arbitro: | Hoffmann (Cremona) |

|                                                                                                  |           |            |
| Arosio 25’, 28’, 38’, 67’, 75’, 84’ Beretta 32’, 41’ Sala 35’ Colombo (II) 75’ (rig.) Crespi 79’ | Marcatori | 43’ Chiesa |

| Arbitro: | Pedemonte (Genova) |

|             |           |                         |
| Voltini 43’ | Marcatori | 40’ (rig.) Colombo (II) |

| Arbitro: | Fuhrmann (Omegna) |

|                                                |           |             |
| Riva I 26’ Colombo (II) 33’ (rig.) Beretta 60’ | Marcatori | 43’ Rossini |

| Arbitro: | Oblack (Trieste) |

|  |           |               |
|  | Marcatori | 75’ Arienti I |

| Arbitro: | Pasetto (Venezia) |

|                                                             |           |  |
| Arienti II 8’ Arienti I 34’, 35’ Valli 80’ Banfi 82’ (rig.) | Marcatori |  |

| Arbitro: | Gondola (Monfalcone) |

|  |           |                            |
|  | Marcatori | 10’, 43’ Arosio 22’ Crespi |

| Arbitro: | Scotto (Savona) |

|                             |           |  |
| Ravelli 75’ (aut.) Sala 76’ | Marcatori |  |

| Arbitro: | Dellarole (Vercelli) |

|           |           |            |
| Nervi 18’ | Marcatori | 56’ Riva I |

| Arbitro: | Capelli (Trieste) |

|                        |           |                 |
| Beretta 15’ Arosio 46’ | Marcatori | 35’, 51’ Protti |

| Arbitro: | Capriolo (Torino) |

|              |           |                              |
| Ottolina 70’ | Marcatori | 4’ Arienti I 53’, 55’ Arosio |

| Arbitro: | Scelfo (Savona) |

|                                                       |           |             |
| Rodini 21’ (aut.) Beretta 40’ Valli 75’ Arienti I 81’ | Marcatori | 14’ Pedrani |

| Arbitro: | Oblack (Trieste) |

|  |           |                 |
|  | Marcatori | 16’, 76’ Arosio |

| 29 aprile 1934 30ª giornata |  | – Riposo |  |  |

### Girone C delle finali
| Monza 13 maggio 1934 1ª giornata | Monza                | 0 – 0 | Pescara | Campo di via Ghilini\| Arbitro: \| Ciamberlini (Genova) \| |
| Arbitro:                         | Ciamberlini (Genova) |       |         |                                                            |

| Arbitro: | Salvatori (Roma) |

|                                |           |            |
| Olenich 10’ Cavazza 56’ (rig.) | Marcatori | 86’ Riva I |

| Arbitro: | Scotto (Savona) |

|  |           |                                    |
|  | Marcatori | 42’ (aut.) Casanova 45’ Marianetti |

| Arbitro: | Bonifazi (Roma) |

|                                    |           |                 |
| Mariani 11’ Romagnoli I 28’ (rig.) | Marcatori | 37’, 54’ Arosio |

| Arbitro: | Corradini (Bologna) |

|                                         |           |                                                                        |
| Beretta 37’ Banfi 53’ (rig.) Riva I 62’ | Marcatori | 18’ (rig.) Salussoglia 23’ Gamma 27’ Cavazza 32’ Prandoni 77’ Cristina |

| Arbitro: | Galeati (Bologna) |

|                                            |           |           |
| Scher 9’, 76’, 89’ Andreoli 68’ Rivolo 86’ | Marcatori | 35’ Valli |

## Statistiche

### Statistiche di squadra
| Competizione    | Punti | In casa | In casa | In casa | In casa | In casa | In casa | In trasferta | In trasferta | In trasferta | In trasferta | In trasferta | In trasferta | Totale | Totale | Totale | Totale | Totale | Totale | DR  |
| Competizione    | Punti | G       | V       | N       | P       | Gf      | Gs      | G            | V            | N            | P            | Gf           | Gs           | G      | V      | N      | P      | Gf     | Gs     | DR  |
| --------------- | ----- | ------- | ------- | ------- | ------- | ------- | ------- | ------------ | ------------ | ------------ | ------------ | ------------ | ------------ | ------ | ------ | ------ | ------ | ------ | ------ | --- |
| Prima Divisione | 42    | 13      | 12      | 1       | 0       | 55      | 8       | 13           | 6            | 5            | 2            | 18           | 11           | 26     | 18     | 6      | 2      | 73     | 19     | +54 |
| Girone finale C | 2     | 3       | 0       | 1       | 2       | 3       | 7       | 3            | 0            | 1            | 2            | 4            | 9            | 6      | 0      | 2      | 4      | 7      | 16     | -9  |
| Totale          | 44    | 16      | 12      | 2       | 2       | 58      | 15      | 16           | 6            | 6            | 4            | 22           | 17           | 32     | 12     | 6      | 6      | 89     | 35     | +45 |

### Statistiche dei giocatori
| Giocatore       | 1ª Divisione | 1ª Divisione | Finali   | Finali | Totale   | Totale |
| Giocatore       | Presenze     | Reti         | Presenze | Reti   | Presenze | Reti   |
| --------------- | ------------ | ------------ | -------- | ------ | -------- | ------ |
| F. Aldeghi      | 0            | 0            | 0        | 0      | 0        | 0      |
| F. Arienti (II) | 2            | 2            | 0        | 0      | 2        | 2      |
| G. Arienti (I)  | 32           | 6            | 0        | 0      | 32       | 6      |
| G. Arosio       | 31           | 22           | 0        | 0      | 31       | 22     |
| A. Banfi        | 28           | 2            | 0        | 0      | 28       | 2      |
| L. Barzanò      | 2            | 0            | 0        | 0      | 2        | 0      |
| L. Beretta      | 25           | 18           | 0        | 0      | 25       | 18     |
| P. Casanova     | 29           | 0            | 0        | 0      | 29       | 0      |
| G. Casiraghi    | 0            | 0            | 0        | 0      | 0        | 0      |
| C. Cavenaghi    | 0            | 0            | 0        | 0      | 0        | 0      |
| E. Colombo (II) | 32           | 6            | 0        | 0      | 32       | 6      |
| R. Crespi       | 32           | 5            | 0        | 0      | 32       | 5      |
| G. Dusi         | 2            | 0            | 0        | 0      | 2        | 0      |
| A. Erba         | 0            | 0            | 0        | 0      | 0        | 0      |
| A. Fossati      | 1            | 0            | 0        | 0      | 1        | 0      |
| F. Frigerio     | 29           | -23          | 0        | 0      | 29       | -23    |
| . Galbiati      | 0            | 0            | 0        | 0      | 0        | 0      |
| E. Nova         | 0            | 0            | 0        | 0      | 0        | 0      |
| A. Piffarerio   | 1            | -5           | 0        | 0      | 1        | -5     |
| A. Ponzini      | 0            | 0            | 0        | 0      | 0        | 0      |
| E. Ravera       | 1            | 0            | 0        | 0      | 1        | 0      |
| M. Riva         | 31           | 8            | 0        | 0      | 31       | 8      |
| C. Sala         | 26           | 3            | 0        | 0      | 26       | 3      |
| G. Sironi       | 2            | -7           | 0        | 0      | 2        | -7     |
| G. Valli        | 14           | 4            | 0        | 0      | 14       | 4      |
| G. Villa        | 32           | 1            | 0        | 0      | 32       | 1      |

## Arrivi e partenze
| Acquisti | Acquisti          | Acquisti      | Acquisti   |
| R.       | Nome              | da            | Modalità   |
| -------- | ----------------- | ------------- | ---------- |
| D        | Felice Aldeghi    | Cederna ULIC  | ???        |
| A        | Felice Arienti    | F.G.C. Desio  | ???        |
| D        | Alessandro Banfi  | ???           | ???        |
| A        | Luigi Barzanò     | Mirabello     | definitivo |
| C        | Guido Casiraghi   | Chiasso       | definitivo |
| D        | Giovanni Dusi     | Clarense      | definitivo |
| P        | Angelo Piffarerio | Cantù         | definitivo |
| A        | Arnaldo Ponzini   | Ferrovie Nord | definitivo |

| Cessioni | Cessioni          | Cessioni | Cessioni   |
| R.       | Nome              | a        | Modalità   |
| -------- | ----------------- | -------- | ---------- |
| -        | Renzo Brambilla   | ???      | ???        |
| .        | Filippo Capra     | ???      | ???        |
| D        | Luigi Colombo (I) | ???      | ???        |
| C        | Edmondo Corradi   | Marelli  | definitivo |
| .        | Ferruccio Francia | ???      | ???        |
| .        | Rodolfo Frigerio  | ???      | ???        |
| A        | Paolo Leoni       | ???      | ???        |
| .        | Pie(Rino) Meda    | ???      | ???        |
| C        | Adriano Meschia   | ???      | ???        |
| C        | Camillo Moioli    | ???      | ???        |
| A        | Alessandro Oldani | ???      | ???        |
| .        | Aldo Pagnini      | ???      | ???        |
| A        | Pietro Ratti      | Comense  | ???        |
| A        | Emilio Riva (II)  | ???      | ???        |
| A        | Carlo Rovelli     | ???      | ???        |
| .        | Felice Sabbadini  | ???      | ???        |
| C        | Nino Schellino    | Breda    | definitivo |
| .        | Carlo Tarantola   | ???      | ???        |
| P        | Giovanni Tronconi | ???      | ???        |
| .        | Umberto Viganò    | ???      | ???        |
| C        | Carlo Villa       | ???      | ???        |
| .        | Osvaldo Zucchi    | ???      | ???        |